# 애프터 섹스 (2007년 영화)
《애프터 섹스》(영어: After Sex)는 2007년 공개된 미국의 로맨틱 코미디 드라마 영화이다.

## 출연
- 마크 블루커스
- 채리피 셰이
- 탱크 세이드
- 노엘 피셔
- 데이브 프랭코
- 밀라 쿠니스
- 조이 살다나
- 저넷 오코너
- 존 위더스푼
- 팀 샤프
- 제임스 디벨로
- 키어 오도널
- 에마뉘엘 슈리키
- 호제이 파블로 칸티요
- 테린 매닝
- 제인 시모어
- 머라이어 브루나
- 알렉산드라 체론

## 기타 제작진
- 배역: 캐런 마이즐스
- 의상: 로나 마이어스